# Chocobo

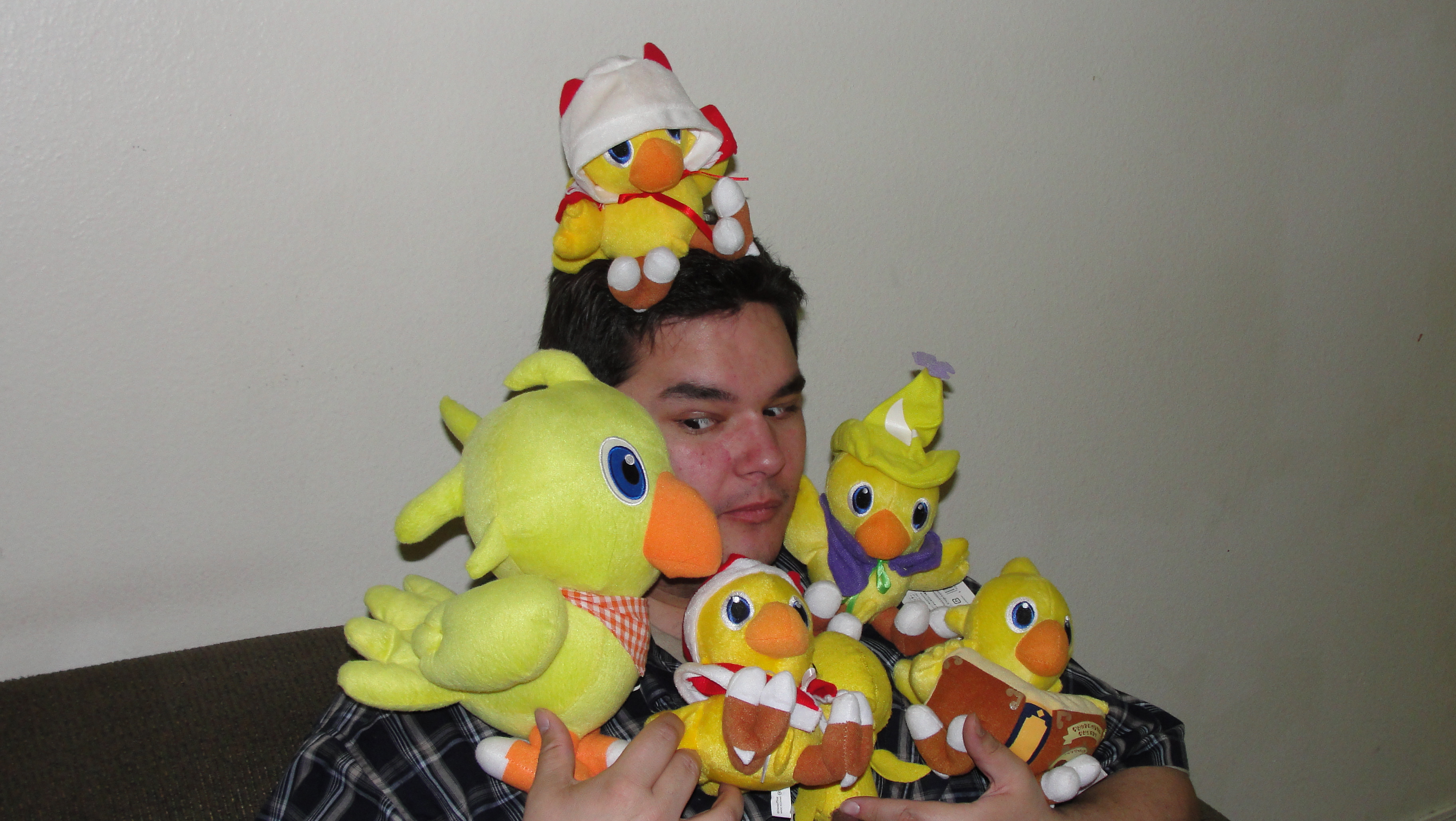
Chocobo en peluche

Le Chocobo est un volatile imaginaire inventé par l'une des personnalités de Square Enix, Kōichi Ishii, bien connu pour ses apparitions récurrentes dans les jeux vidéo de la franchise Final Fantasy.

## Origines
L'apparence des chocobos s'inspire vraisemblablement de celle des horseclaws du manga Nausicaä de la vallée du vent et du film d'animation qui en est adapté. Le créateur de Final Fantasy, Hironobu Sakaguchi, cite ces œuvres de Hayao Miyazaki comme influences de la série. Quant aux horseclaws de Miyazaki, ils ont été inspirés par le genre Gastornis, aujourd'hui disparu.
Le mot « chocobo » fut inspiré par une friandise japonaise nommée chocoball dont un oiseau illustre l'emballage.

## Présentation
Le Chocobo s'apparente à un poussin jaune mais dont la taille et la silhouette sont proches de l'autruche. Suivant les jeux, il peut avoir différentes couleurs selon ses caractéristiques (courir, nager, voler, escalader…) mais sa couleur "de base" reste le jaune. Il peut aussi être invoqué comme une créature magique qui attaque les ennemis (FF 3, 4, 5, 7, 8, 13-2 et 14). Il se nourrit de graines ou de légumes (« chocolégumes » dans FF9) et ses plumes ont parfois des pouvoirs surnaturels (on en fait des amulettes dans de nombreux opus du jeu).
Bien que certains chocobos soient plus durs à diriger que d'autres, ils se révèlent très utiles pour les aventuriers, puisqu'aucun cheval n'apparaît dans la série des Final Fantasy (hormis dans Final Fantasy XII où ils sont à l'état sauvage) et que les chocobos permettent souvent de parvenir à des endroits inaccessibles à pied. Sa capture et son apprivoisement sont donc vivement conseillés pour terminer des quêtes annexes.
Le volatile est apparu pour la première fois dans Final Fantasy II. Face au succès rencontré auprès des fans de la série Final Fantasy, le chocobo deviendra alors un personnage récurrent de celle-ci. Ses apparitions sont toujours accompagnées d'un thème musical entraînant inspiré du célèbre tube Wipe Out de groupe de surf rock The Surfaris (avec à partir de FF7 l'introduction de Pipeline des Chantays)[réf. nécessaire], et dont le style évoluera au cours des opus de la série (western, electro, jazz…).

## Son rôle dans la série
Dans Final Fantasy II, le chocobo sert uniquement de moyen de transport. Se déplacer sur son dos sur la carte du monde permet ainsi d'éviter les combats aléatoires.
Dans Final Fantasy III, le volatile joue un rôle plus étendu. Il peut une nouvelle fois servir de monture, mais il peut aussi être invoqué en combat pour aider le joueur à défaire ses ennemis.
On remarque l'apparition d'un mini-jeu au cours duquel chevaucher un chocobo aux alentours du Continent flottant permet d'obtenir un objet cadeau.
Enfin, ce jeu marque également la première du Gros Chocobo (Big ou Fat Chocobo en anglais), qui permet au joueur de stocker des objets afin d'alléger son inventaire.
Dans Final Fantasy IV marque la création de plusieurs espèces de chocobo. Le chocobo standard jaune, capturé dans une forêt de chocobos, qui traverse les rivières et s'échappe lorsqu'on en descend. Le noir, qui peut voler. Celui-ci ne s'enfuit d'ailleurs pas quand son cavalier en descend, mais attend plutôt son retour pour retourner dans sa forêt d'origine. Enfin, le chocobo blanc ne peut pas être capturé et sert uniquement à remonter les pouvoirs magiques du joueur.
Le Gros Chocobo a le même rôle que dans le précédent opus, tandis que les chocobos peuvent encore une fois être invoqués en combat.
Dans Final Fantasy V, un des personnages est un chocobo, Boko, le meilleur ami du héros principal. Comme dans le quatrième opus, le joueur peut capturer un chocobo noir, qui vole et lui permet donc de compléter des quêtes annexes. On retrouve une invocation lançant un chocobo sur les ennemis durant le combat.
Dans Final Fantasy VI, le chocobo est ramené à sa mission d'origine : être un moyen de transport, qu'on peut ici louer dans les villes et les forêts. Le personnage Setzer peut toutefois invoquer un chocobo pour attaquer.
Dans Final Fantasy VII, le chocobo acquiert une place bien plus importante que dans les autres épisodes de la série. Le joueur peut capturer des chocobos et les envoyer dans des étables louées dans la Ferme Chocobo. Les chocobos ainsi capturés ne s'enfuieront pas lorsque le joueur les utilisera sur la carte du monde.
Un détail qui a fait augmenter la durée de vie du jeu de dizaines d'heures auprès des fans : il est possible de les accoupler entre eux afin d'obtenir des chocobos de différentes couleurs, aux habiletés diverses. Le chocobo ordinaire se déplace uniquement sur les plaines, le bleu traverse les rivières, le vert gravit les montagnes, le noir regroupe les caractéristiques du bleu et du vert, et enfin le chocobo doré peut tout faire, y compris traverser les océans et donc obtenir la surpuissante invocation « Chevaliers de la Table Ronde ».
Le joueur qui espère obtenir les chocobos noirs et dorés sera contraint de passer des heures au chocodrôme du Gold Saucer, où ses volatiles devront surpasser des adversaires chocobos de plus en plus rapides dans des courses endiablées.
Au joueur de nourrir ses chocobos de légumes variés afin de leur donner l'énergie nécessaire…
Enfin, une invocation nommée Choco/Mog permet une nouvelle fois d'utiliser un chocobo pour attaquer ses ennemis, parfois remplacée aléatoirement par l'invocation alternative Grochocobo. La ressemblance physique du personnage de Cloud Strife avec un chocobo est une blague récurrente (dans Final Fantasy VII Rebirth, l'équipe de Cloud rencontre un poussin chocobo à la suite d'un sauvetage, que Yuffie Kisaragi baptise "Cloud Junior" ( ou "Choupi-Cloud" dans la version française) à cause de sa ressemblance frappante avec le mercenaire ; également le gérant de la ferme aux chocobo, Billy, constate cette ressemblance à propos de Piko, un chocobo à l'esprit têtu). 
Dans Final Fantasy VIII, le chocobo, capturé dans une Forêt Chocobo, sert de moyen de transport sur la carte du monde ainsi que d'invocation en combat. On peut souligner que monter un chocobo permet de doubler le nombre de pas parcourus par les héros, et donc le montant d'argent reçu.
Les fans se sont vu offrir la possibilité de se procurer une PocketStation, connectée à leur PlayStation permettant de gérer Boko le chocobo de la même manière qu'un Tamagotchi.
Ce chocobo virtuel est utile pour obtenir certains objets rares, dont certaines G-Forces.
Dans Final Fantasy IX, un seul chocobo montable est accessible, Choco. Celui-ci, en plus d'être un moyen de transport, donne accès au Paradis des Chobocos et donc à des objets, armes, cartes ainsi qu'au boss le plus dur du jeu, Ozma (Gaïa dans la version française). Le chocobo peut changer de couleur grâce à un mini-jeu, « Chocobo Hot & Cold ». Les couleurs ont été par ailleurs revues : le chocobo bleu traverse les rivières et les eaux peu profondes, le rouge traverse les eaux peu profondes et les montagnes, le bleu foncé a les mêmes capacités que le rouge et peut franchir les océans, le chocobo doré permet de voler.
Dans Final Fantasy X l'importance du chocobo est réduit, il permet simplement de compléter plusieurs mini-jeux.
Dans Final Fantasy XI, il est possible d'apprivoiser un chocobo et ensuite de s'en servir comme monture.
Dans Final Fantasy XII, on peut encore voir différentes couleurs. Les chocobos jaunes peuvent être loués et montés pour parcourir plus rapidement les zones et avoir accès à certains passage cachés, tandis que les noirs et les rouges sont des ennemis. Le Chocobo vengeur, d'un blanc immaculé, est un monstre légendaire soumis à un contrat de chasse : le joueur obtient une récompense s'il le tue.
Dans Final Fantasy XIII, il est encore possible de dompter des chocobos afin de s'en servir comme monture, d'accélérer ses déplacements et d'éviter les combats aléatoires. Le chocobo permet aussi d'atteindre des zones inaccessibles à pied. Sazh, l'un des héros du jeu possède un bébé chocobo qui se loge dans sa coupe afro. On notera également une différence physique entre les chocobos de Cocoon et les chocobos de Pulse, créant ainsi deux sous-espèces de cette race dans cet opus. Si ceux de Cocoon ont une apparence "classique", ceux de Pulse ont en plus de longues oreilles tombantes.
Dans Final Fantasy Tactics A2 : grimoire of the rift, une classe nommé Maître Chocobo permet de dresser un chocobo pour s'en servir comme monture et comme arme puisque le Maître Chocobo obtient les sortilèges de sa monture.
Dans Final Fantasy XIII-2, on trouve des chocobos de différentes couleurs, ainsi que des courses de chocobos. Les chocobos peuvent être rencontrés lors de combats aléatoires, et, une fois vaincus, se transformer en cristaux prêtant renfort lors des combats. Cependant, il n'est possible de monter que le chocobo de couleur standard (jaune), capable de planer sur une courte distance, mais pas ceux capturés (rouge, bleu ou vert).
Dans Final Fantasy XIV, les chocobos servent à la fois de monture au joueur, de montures de relais (similaire au vol en griffon de World of Warcraft) et enfin de compagnon. Utiliser en tant que compagnon, le chocobo se divise en 3 rôles : en tank , il attirera les ennemis à lui ; en DPS, il aidera le joueur pour faire plus de dégâts ; enfin en soin, il permettra de soigner le joueur. Son apparition en tant que compagnon est limité à 30 minutes et coûte un légume gyshal.
Dans Final Fantasy XV, il est possible de louer des chocobos à des bornes se trouvant dans les localités. Ils peuvent arpenter tout type de terrain, au contraire de la régalia, la voiture de l'équipe, qui elle, ne peut qu'emprunter les routes. Le recours à ces montures est donc vivement conseillé pour une exploration prolongée hors des sentiers battus. Ce sont également d'excellents nageurs capables de voguer sur l'eau rapidement à la manière des cygnes. Pendant la durée de la location, un sifflet permet d'appeler les chocobos pour les faire apparaître près de soi, permettant au joueur de ne pas s'inquiéter de les laisser seuls et/ou éloignés longtemps.
Il est également possible de participer à des courses de chocobos au Relais de Wizz. Les chocobos de l'équipe peuvent être renommés et leur couleur peut être changée.
Dans Final Fantasy XVI, il est possible de voir et combattre des chocobos sauvages tôt dans le jeu, mais pour pouvoir les utiliser comme monture il faut attendre le milieu de jeu.

## Son rôle dans les séries auxiliaires
Dans Final Fantasy X-2, certaines missions nous amènent à côtoyer plus les chocobos. Le joueur devra ainsi aider Clasko dans son élevage de chocobos, permettant de débloquer des quêtes annexes. Le chocobo, qu'on peut nourrir pour le faire augmenter de niveau, demeure une monture et permet de découvrir objets rares et lieux cachés.
Final Fantasy Tactics fait la distinction entre les chocobos domestiqués, qui permettent aux troupes de se déplacer plus vite, et les chocobos sauvages, qui attaqueront vos héros mais pourront être contrôlés momentanément selon les habiletés des personnages. Les chocobos jaunes soignent les blessures, les noirs peuvent voler et les rouges peuvent invoquer des météores sur leurs ennemis.
Dans le premier Seiken densetsu (Final Fantasy Adventure aux États-Unis et Mystic Quest en Europe), le personnage principal découvre un des derniers œufs de chocobo. À son approche, ce dernier éclot et la créature pense se trouver en présence de sa mère. Le chocobo permettra alors au joueur de se déplacer plus vite sur la carte. Plus tard dans le jeu, le héros se fera éjecter d'une forteresse volante et s'écrasera dans le désert. Le chocobo retrouvera son maître et le ramènera vers la civilisation. Cependant, cet effort lui coutera ses jambes. Afin de le sauver, le docteur Bowow lui greffera des pattes cybernétiques. En fin de compte, le chocobo pourra courir si vite qu'il permettra au joueur de traverser les plans d'eau.
Dans la série Final Fantasy: Unlimited, on retrouve plusieurs chocobos, dont Chobi, qui pourra par la suite apprendre à voler.
Dans le film Final Fantasy VII: Advent Children, les chocobos n'apparaissent que sur des affiches sur quelques murs de la ville.
Les chocobos n'apparaissent pas dans la série Kingdom Hearts, mais un porte-clé pour la Keyblade nommé Chocobo d'Acier est présent dans le premier opus et un vaisseau représentant un des volatiles est déblocable dans Kingdom Hearts 2.
Un chocobo apparaît aussi dans le jeu Yo-Kai Watch 3 : Jibanyan monte sur le dos du chocobo (ensemble, ils forment ainsi « Chocobonyan ») et il est possible de devenir ami avec lui via une quête au New Yorkai.

## Séries dédiées
Voici la liste de jeux de Square Enix mettant spécifiquement en vedette les fameux chocobos :
- Chocobo no Fushigi Dungeon
- Chocobo's Dungeon 2
- Chocobo World
- Chocobo Racing
- Chocobo Stallion
- Dice de Chocobo
- Chocobo Collection (compilation des trois jeux précédents)
- Hataraku Chocobo
- Chocobo Land - A Game of Dice
- Final Fantasy Fables: Chocobo Tales
- Chocobo de Mobile
- Final Fantasy Fables: Chocobo's Dungeon
- Chocobo's Crystal Tower (application Facebook)